# Виктор Скумин
Виктор Андреевич Скумин (на руски: Ви́ктор Андре́евич Ску́мин) е съветски и руски учен, психотерапевт, психиатър и психолог, професор, доктор на медицинските науки, писател, философ.
Предлага термина „култура на здравето“ (1968), който широко се разпространява. Става основател и ръководител на международното обществено движение „Към здраве чрез култура“ („К здоровью через культуру“). Основната задача на културата на здравето е да приложат новаторски здравни програми, които поддържат холистичен подход към физическото, умственото и духовно здравословно състояние.

## Биография

### Семейство
Скумин е роден на 30 август 1948 г. в Пензенска област, която е разположена край река Волга. Веднага след раждането на Виктор семейството се премества в град Казан, разположен при устието на река Казанка в река Волга.
Произхожда от семейство на служещи. Баща му Андрей Никифорович Скумин е ветеран от Втората световна война, съветски офицер от КГБ, а майка му се казва Мария Ивановна Скумина.
Виктор Скумин е женен за Людмила Бобина от 1984 г. Имат 2 сина – Андрей (р. 1985) и Максим (р. 1988); внучката му се казва Алиса (р. 2015).

### Образование и наука
През 1973 г. Скумин завършва с отличие Харковския национален медицински университет.
През 1976 г. става психотерапевт в Киевския научноизследователски институт по сърдечно-съдова хирургия. Учи и работи под ръководството на директора на Института Николай Амосов.
Виктор Скумин е първият, който (1978) описва неизвестно дотогава заболяване, сега наричано синдром на Скумин.
От 1980 до 1990 г. е професор по психотерапия в Харковската медицинска академия за следдипломно образование. През 1988 г. защитава докторска дисертация.
От 1990 до 1994 г. Виктор Скумин е професор по психология и педагогика в Харковската академия на културата.
От 1994 г. Скумин е президент основател на основател и ръководител на международното обществено движение „Към здраве чрез култура“.
Той е автор или съавтор на поредица от книги и статии за Новата епоха, Живата етика, рьорихизъм и руския космизъм. Съдържащите се в тях препоръки за здравословен начин на живот са дадени не от гледна точка на доказателната медицина, а от позиции, които днес не се смятат за научно обосновани. Много от идеите на руските космисти по-късно са разработени от последователите на трансхуманизма.
Скумин твърди, че културата на здравето ще изиграе важна роля в създаването на човешко духовно общество в Слънчевата система:
| „ | Културата на здравето е фундаментална наука за духовното човечество. Тя изучава перспективите на хармоничното развитие на „духовния човек“ и „духовния етнос“ като съзнателен създател на „държава на светлината на територията на Слънчевата система“ (от Скумин). | “ |

Скумин разработва теософската концепция за духовна еволюция и предлага (1990) определение на шестата коренна раса Homo spiritalis (латински: „духовния човек“), съдържаща осем подраси – HS0 Anabiosis spiritalis, HS1 Scientella spiritalis, HS2 Aurora spiritalis, HS3 Ascensus spiritalis, HS4 Vocatus spiritalis, HS5 Illuminatio spiritalis, НS6 Vocatus spiritalis и HS7 Servitus spiritalis.
Пише няколко фантастични книги, а също и есета. Скумин е известен също така като автор на музиката и текста на няколко песни.

## Избрана библиография
- Скумин Виктор Андреевич. Российская государственная библиотека //   Посетен на 3 January 2022.
- Российская национальная библиотека: Виктор Скумин //   Посетен на 3 January 2022.
- Центральная Научная Библиотека Харьковского национального университета: Скумин Виктор Андреевич //    Архивиран от оригинала на 2017-10-06. Посетен на 2015-09-19.
- The Library of Culture of Health: Victor Skumin //   Посетен на 3 January 2022.

### Медицина
- Психотерапия и психопрофилактика в системе реабилитации больных с протезами клапанов сердца. Автореф. дисс. на соискание уч. ст. кандидата медицинских наук (1980)
- Система психотерапии в комплексе санаторно-курортного лечения больных, перенесших инфаркт миокарда. Методические рекомендации (1984)
- Психопрофилактика и психотерапия в кардиохирургии: Библиотека практического врача (1985)
- Психотерапия детей и подростков. Методические рекомендации (1987)
- Психотерапия в детской гастроэнтерологии. Учебник (1987)
- Пограничные психические расстройства у детей и подростков с хроническими болезнями пищеварительной системы (клиника, систематика, лечение, психопрофилактика). Автореф. дисс. на соискание уч. ст. доктора медицинских наук (1988)
- Немедикаментозные методы терапии в детской гастроэнтерологии. Методические рекомендации (1988)
- Skumin Victor Andreyevitch. Boundary psychic disfunctions in infants and teenagers suffering from chronic disorders in digestive system (clinical picture, systematism, treatment, psychic prophylaxis) //   Open Gray, 1989.  Архивиран от оригинала на 2018-11-04. Посетен на 2022-04-30. (на английски)
- Искусство психотренинга и здоровье (1993)
- US National Library of Medicine: Skumin VA.
- Columbia University Libraries: Skumin, V A[неработеща препратка]

### Култура на здравето
- Пропедевтика Культуры Здоровья: учебник (1994)
- Культура Здоровья – фундаментальная наука о человеке (1995)
- Культура Здоровья: Избранные лекции (2002)
- Духовная основа Учения о Культуре Здоровья: учебное пособие (2012)
- Научная основа Учения о Культуре Здоровья: учебное пособие (2012)

### Йога, жива етика, теософия
- Йога: путь самопознания (1992)
- Йога: путь самосовершенствования (1994)
- Агни Йога как метод реабилитации человеческого духа (1995)
- Афоризмы Агни Йоги (1995)
- Легенды, притчи, сказания Агни Йоги (1995)
- Светоносцы (1995)
- Учение Жизни: Хрестоматия. Т.1 (1997)
- Учение Жизни: Хрестоматия. Т.2 (1998)
- Практика огненной трансмутации: духотворчество сердечных огней (2015)
- Агни Йога. Солнечный Путь

### Есеистика
- Рерих и украинская культура, „Радуга“, № 6, с. 136 – 139. (1991)
- ((lt)) Skumin, V.A. Yoga, visuomenė ir kultūra //  Gydytojų žinios 8.   Вилнюс, 1992. Посетен на 8 януари 2021.
- ((uk)) Йога, суспільство, культура. Українська культура, №9, с. 28 – 29 (1992)
- ((ru)) Россия. К Здоровью через Культуру, № 10. – С. 3 – 6. (2004)

### Фентъзи
- Віктор Скумін. Культура здоров'я – наука майбутнього Березіль, 1995, № 7 – 8, c. 148 – 162
- О былом и грядущем: медитационные притчи (1997)
- Притчи Культуры Здоровья  (2002)
- Заповеди Солнечного Пути